# Cadelbosco di Sopra
Cadelbosco di Sopra là một đô thị ở tỉnh Reggio Emilia trong vùng Emilia-Romagna, có vị trí cách khoảng 70 km về phía tây bắc của Bologna và khoảng 8 km về phía tây bắc của Reggio Emilia. Tại thời điểm 31 tháng 12 năm 2014, đô thị này có dân số 10.610 và diện tích 44,2 km².
Đô thị Cadelbosco di Sopra có các frazioni (các đơn vị cấp dưới, chủ yếu là các làng) Argine, Argine Vecchio, Basetti, Cadelbosco di Sotto, Cantone, La Madonnina, Ponte Forca, Quarti, Santa Vittoria, Seta, and Stazione Bosco Sotto.
Cadelbosco di Sopra giáp các đô thị: Bagnolo in Piano, Campegine, Castelnovo di Sotto, Gualtieri, Guastalla, Novellara, Reggio Emilia.